# Нараин Картикејен
Кумар Рам Нараин Картикејен (Тамилски: நாராயண் கார்த்திகேயன்; Телугу: కాకర్ల నారాయణ కార్తికేయన్), рођен 14. јануара 1977. године је мото спорт возач из Индије. Некада се такмичио у Формули 1, а тренутно се такмичи у А1ГП и Ле Ман серијама. Дебитовао је у Ф1 у Џордану 2005, а 2006. и 2007. је био тест-возач Вилијамса.

## Потпуни попис резултата у Формули 1
(Легенда)
| Година | Тима   | Шасија       | Мотор      | 1.      | 2.      | 3.     | 4.      | 5.      | 6.     | 7.      | 8.     | 9.     | 10.     | 11.    | 12.     | 13.     | 14.     | 15.     | 16.     | 17.     | 18.     | 19.    | Поз. | Бодови |
| ------ | ------ | ------------ | ---------- | ------- | ------- | ------ | ------- | ------- | ------ | ------- | ------ | ------ | ------- | ------ | ------- | ------- | ------- | ------- | ------- | ------- | ------- | ------ | ---- | ------ |
| 2005.  | Џордан | Џордан ЕЈ15  | Тојота В10 | АУС 15. | МАЛ 11. | БАХ НЗ | СМР 12. | ШПА 13. | МОН НЗ | ЕВР 16. | КАН НЗ | САД 4. | ФРА 15. | ВБР НЗ | НЕМ 16. | МАЂ 12. | ТУР 14. | ИТА 20. |         |         |         |        | 18.  | 5      |
| 2005.  | Џордан | Џордан ЕЈ15Б | Тојота В10 |         |         |        |         |         |        |         |        |        |         |        |         |         |         |         | БЕЛ 11. | БРА 15. | ЈАП 15. | КИН НЗ | 18.  | 5      |

НЗ - Није завршио.